# FK Milano Kumanovo
Maillots
Actualités
Le Fudbalski Klub Milano Kumanovo (en macédonien : фудбалски клуб Милано Куманово), plus couramment abrégé en Milano Kumanovo, est un club macédonien de football fondé en 1990 et basé dans la ville de Kumanovo.

## Historique
2008 : 1re participation à une Coupe d'Europe (C3) (saison 2008/09)

## Bilan sportif

### Palmarès
| \| - Championnat de Macédoine du Nord : - Vice-champion : 2007-08 et 2008-09. - Coupe de Macédoine : - Finaliste : 2007-08. \| \| - Championnat de Macédoine du Nord D2 (1) : - Champion : 2006-07. \| |  |                                                                   |
| - Championnat de Macédoine du Nord : - Vice-champion : 2007-08 et 2008-09. - Coupe de Macédoine : - Finaliste : 2007-08.                                                                               |  | - Championnat de Macédoine du Nord D2 (1) : - Champion : 2006-07. |

### Bilan européen
Note : dans les résultats ci-dessous, le score du club est toujours donné en premier
| Saison    | Compétition  | Tour            | Club           | Domicile | Extérieur | Total  |
| --------- | ------------ | --------------- | -------------- | -------- | --------- | ------ |
| 2008-2009 | Coupe UEFA   | Premier tour Q  | Omonia Nicosie | 1 - 2    | 0 - 2     | 1 - 4  |
| 2009-2010 | Ligue Europa | Deuxième tour Q | Slaven Belupo  | 0 - 4    | 2 - 8     | 2 - 12 |

Légende
- Victoire ou qualification pour le tour suivant
- Match nul
- Défaite ou élimination de la compétition

## Personnalités du club

### Présidents du club
- Bajrush Veliji
- Bajrush Sejdiu
- Qenan Fetai

### Entraîneurs du club
| - Blagoja Kitanovski (2006) - Bylbyl Sokoli (2007) - Gjore Jovanovski (10 octobre 2007 - juin 2008) - Bylbyl Sokoli (1er juillet 2008 - 10 janvier 2009) | - Erkan Jusuf (1 février 2009 - août 2009) - Džemail Zekiri (1 septembre 2009 - 28 septembre 2009) - Kemal Ameti (29 septembre 2009 - décembre 2009) - Dragan Antić (10 janvier 2010 - juin 2010) |